# Acacia hirtella
Acacia hirtella é uma espécie de leguminosa do gênero Acacia, pertencente à família Fabaceae.